# Démétrios Doucas
Démétrios Doucas est un lettré crétois actif au début du XVIe siècle, en Italie et en Espagne, dans la production de livres en langue grecque.

## Éléments biographiques
Il est d'abord signalé à Venise comme correcteur d'éditions grecques produites par l'imprimeur Alde Manuce : les deux volumes de Rhetores Græci publiés entre novembre 1508 et juin 1509 ; et les deux volumes des Moralia de Plutarque datés de mars 1509, sur lesquels travailla aussi Érasme. En 1513, le cardinal Francisco Jiménez de Cisneros le fit venir à Alcalá de Henares pour la révision du texte grec du Nouveau Testament qui devait figurer dans la Bible polyglotte d'Alcalá ; il fut également chargé d'enseignement dans l'université fondée en cette ville par le cardinal, ouverte en 1508 ; ses émoluments s'élevaient à deux cents florins par an.
Il se heurta à des difficultés dans l'accomplissement de sa tâche, car la bibliothèque du Colegio Mayor de San Ildefonso contenait très peu de livres en grec, notamment pouvant servir à l'enseignement de cette langue. Il insista auprès du cardinal sur la nécessité d'imprimer des livres pour les étudiants, mais celui-ci le laissa en avancer les frais. Avec les beaux caractères fondus pour la Polyglotte, il produisit le premier livre grec d'Espagne, un volume contenant notamment le poème Héro et Léandre de Musée et la grammaire grecque (Érôtêmata) de Manuel Chrysoloras, volume achevé d'imprimer chez Arnao Guillén de Brocar le 10 avril 1514.
Il travailla sur la Polyglotte notamment avec Juan de Vergara. Mais après l'achèvement de l'ouvrage (1517) et la mort du cardinal de Cisneros (8 novembre 1517), il ne s'attarda pas en Espagne : le dernier paiement qui lui fut fait, en date du 13 mai 1518, concerne le semestre allant de mai à octobre 1517. Son successeur comme professeur de grec à Alcalá de Henares, Hernán Núñez, fut nommé le 8 mai 1519.
On le retrouve à Rome en octobre 1526, toujours professeur de grec et éditeur : paraît alors dans cette ville, « par les bon soins de Démétrios Doucas le Crétois » (δεξιώτητι Δημητρίου Δουκᾶ τοῦ Κρητός), un volume contenant les liturgies de l'Église grecque (Αἱ θεῖαι λειτουργεῖαι τοῦ ἁγίου Ἰωάννου τοῦ Χρυσοστόμου, etc.). Le 21 janvier 1527, le pape Clément VII octroie un privilège à Doucas (« dilectus filius Demetrius Ducas Cretensis, Græcarum litterarum in alma urbe nostra Roma publicus professor ») pour imprimer le commentaire d'Alexandre d'Aphrodise sur la Métaphysique d'Aristote, traduit alors en latin par Juan Ginés de Sepúlveda. C'est le dernier document connu qui le mentionne.